# کمینه اندازه ماهی
کمینه اندازه ماهی، کمینه اندازه نگهداری ماهی یا کمینه اندازه فرود ماهی (به انگلیسی: Minimum landing size)، کوچک‌ترین اندازه‌گیری ماهی است که در آن نگهداری یا فروش ماهی مجاز است. کمینه اندازه فرود به گونه ماهی بستگی دارد. اندازه‌ها نیز در سراسر جهان متفاوت است، زیرا آنها تعاریف قانونی هستند که توسط مقامات نظارتی محلی تعریف می‌شوند. ماهیگیری‌های ترال تجاری و ماهیگیری می‌توانند اندازه صید خود را با تنظیم اندازه مش تورهای خود کنترل کنند.